# Charles Raeuber
Charles Raueber (né le 24 février 1816 à Strasbourg) est un orfèvre actif à Strasbourg au XIXe siècle.

## Biographie
Charles Raeuber est né en 1816 et mort en 1892.
Il vécut au no 4 de la rue des Orfèvres.

## Œuvre
Le musée des arts décoratifs de Strasbourg possède une collection d'œuvres dont la nature, les animaux et la chasse constituent les principales sources d'inspiration : une épingle à cravate ornée d'un chamois bondissant par-dessus une souche, un bracelet à décor de gibier coursé par des chiens de chasse, une broche ovale représentant deux cerfs juchés sur un rocher et scrutant le lointain, un médaillon représentant un bouquet de fleurs alpestres, plusieurs tableaux en relief finement ciselés, dont un cerf aux prises avec la meute, des chiens suivis par un chasseur en train de harceler un chevreuil aux abois, une remise de chevreuils sous un arbre .
On l'a décrit comme un suiveur « parfois maladroit » de Jacques Frédéric Kirstein, qui aborda des thèmes semblables,.

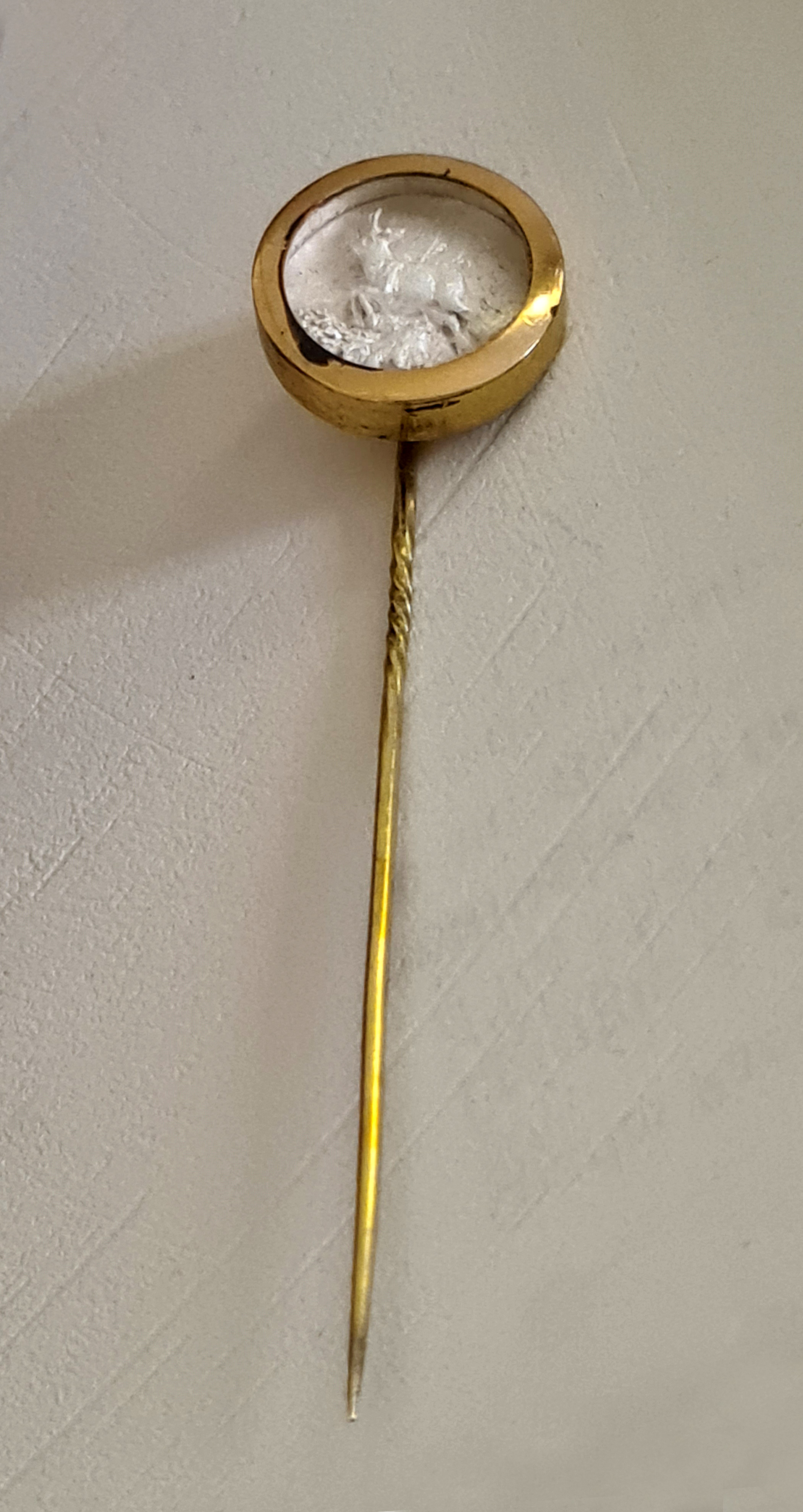
Épingle à cravate ornée d'un chamois.
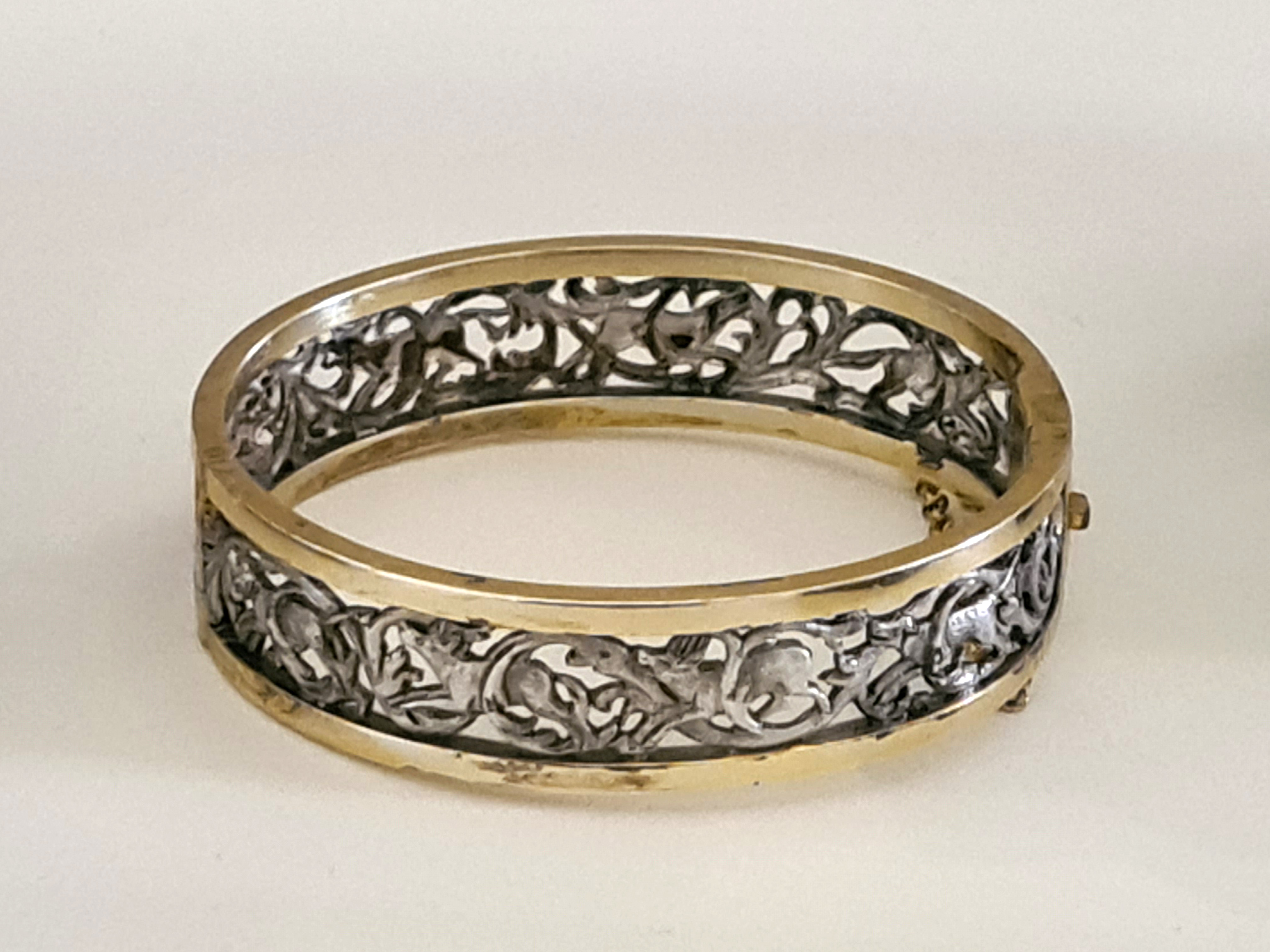
Bracelet à décor de gibier coursé par des chiens de chasse.

On connaît de lui également une coupe sur pied circulaire mouluré, surmonté d'une tige à balustre. La pièce est décorée de rinceaux feuillus et de cuirs découpés. L'intérieur est doré et porte l'inscription « 25 janvier 1826-1851 ». Il s'agit d'un don des pasteurs et vicaires du Temple-Neuf à son pasteur Jean-Jacques Rieder, après 15 ans de ministère, .